# 1963 في أستراليا
فيما يلي قوائم الأحداث التي وقعت خلال عام 1963 في أستراليا.

## سياسة

### انتهاء فترة المنصب
- 31 مارس – إدغار راسيل عضو مجلس النواب الأسترالي.

## مواليد

### فبراير
- 25 فبراير – دوريس يونان ممثلة أسترالية.

### أبريل
- 3 أبريل – آن مينتر لاعبة كرة مضرب أسترالية.
- 11 أبريل – إليزابيث سميلي لاعبة كرة مضرب أسترالية.

### مايو
- 24 مايو – سكوت دوهان متسابق دراجات نارية أسترالي.

### أغسطس
- 3 أغسطس – غراهام أرنولد

### سبتمبر
- 30 سبتمبر – ستان غرانت مذيع أخبار أسترالي.

### أكتوبر
- 1 أكتوبر – نيل ستيفنز

### نوفمبر
- 16 نوفمبر – تيم فيرغسون

## وفيات

### يناير
- 27 يناير – جون فارو (مواليد 1904)

### مارس
- 31 مارس – إدغار راسيل (مواليد 1890) سياسي أسترالي.

### مايو
- 8 مايو – إم. جيمس (مواليد 1898) ممثل أسترالي.